# KUNI-KEN
KUNI-KEN（クニケン）は、三重県四日市市出身の津軽三味線兄弟ユニット。

## メンバー
- 兄・KUNIAKI（クニアキ）
- 弟・KENJI（ケンジ）

## 来歴
幼い頃より父より三味線の手ほどきを受け、様々な津軽三味線大会で同時入賞をしている。
- 2001年「KUNI-KEN」を結成
- 2003年 アルバム 「BROTHER」リリース
- 2004年 三重県文化新人賞、受賞
- 2006年 ミニアルバム 「ニ撥六絃「NIBACHI-MUGEN」」リリース
- 2007年1月 ドバイで海外初公演
- 2007年4月 アルバム「KUNI-KEN」リリース
- 2007年10月 シンガポール公演
- 2007年9月 「Touch Toyota Feel Japan」（インドでトヨタ「カローラ」「イノーバ」セールスキャンペーン）テレビ・ラジオCMタイアップ曲として二撥六絃「NIBACHI-MUGEN」が採用される
- 2007年11月 インド2都市4にて公演
- 2008年5月 ミニアルバム「なんてね･･･今はこれだけしか言えない」をリリース
- 2009年4月 『世界フィギュアスケート国別対抗戦2009 オープニングレセプション』にて出場国六カ国の国歌を三味線で演奏。

## ディスコグラフィー
- 「BROTHER」（ファーストアルバム）
- 「二撥六絃"NIBACHI-MUGEN"」（ファーストミニアルバム）
- 「KUNI-KEN」（セカンドアルバム）
- 「なんてね･･･　今はこれだけしか言えない」（セカンドミニアルバム）

## タイアップ
- 「Touch Toyota Feel Japan」（インド国内向け）
- 「もしもツアーズ」（フジテレビ・BGMとしてオリジナル曲が数曲採用される）
- 「ポケモンサンデー」（テレビ東京系列）番組BGM